# Tsuyoshi Yoshitake
Tsuyoshi Yoshitake (japanisch 吉武 剛 Yoshitake Tsuyoshi; * 8. September 1981 in der Präfektur Mie) ist ein ehemaliger japanischer Fußballspieler.

## Karriere
Yoshitake erlernte das Fußballspielen in der Schulmannschaft der Tsu Technical High School. Seinen ersten Vertrag unterschrieb er 2000 bei den Yokohama FC. Der Verein spielte in der dritthöchsten Liga des Landes, der Japan Football League. 2000 wurde er mit dem Verein Meister der Japan Football League und stieg in die J2 League auf. 2006 wurde er mit dem Verein Meister der J2 League. Für den Verein absolvierte er 133 Ligaspiele. 2007 wechselte er zum Ligakonkurrenten Tokyo Verdy. 2007 wurde er mit dem Verein Vizemeister der J2 League und stieg in die J1 League auf. Für den Verein absolvierte er fünf Ligaspiele.